# Lübeck
Lübeck (på svenska även Lybeck) eller egentligen Hansestadt Lübeck, är en hamnstad belägen vid floden Trave i det nordtyska förbundslandet Schleswig-Holstein. Folkmängden uppgår till cirka 210 000 invånare, vilket gör Lübeck till den näst största staden i Schleswig-Holstein, efter förbundslandets huvudstad Kiel. Sedan 1987 är de bevarade medeltida delarna av stadskärnan ett Unesco-världsarv.

## Historik

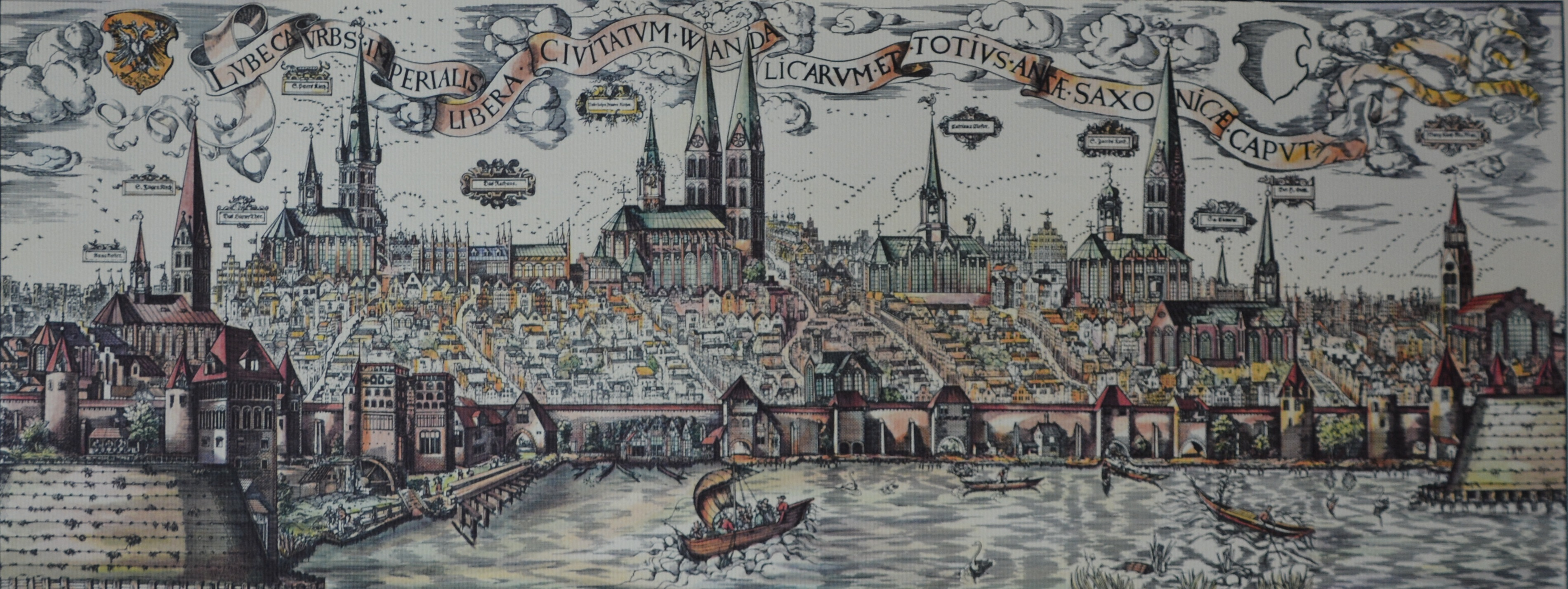
Lübeck under 1600-talet.

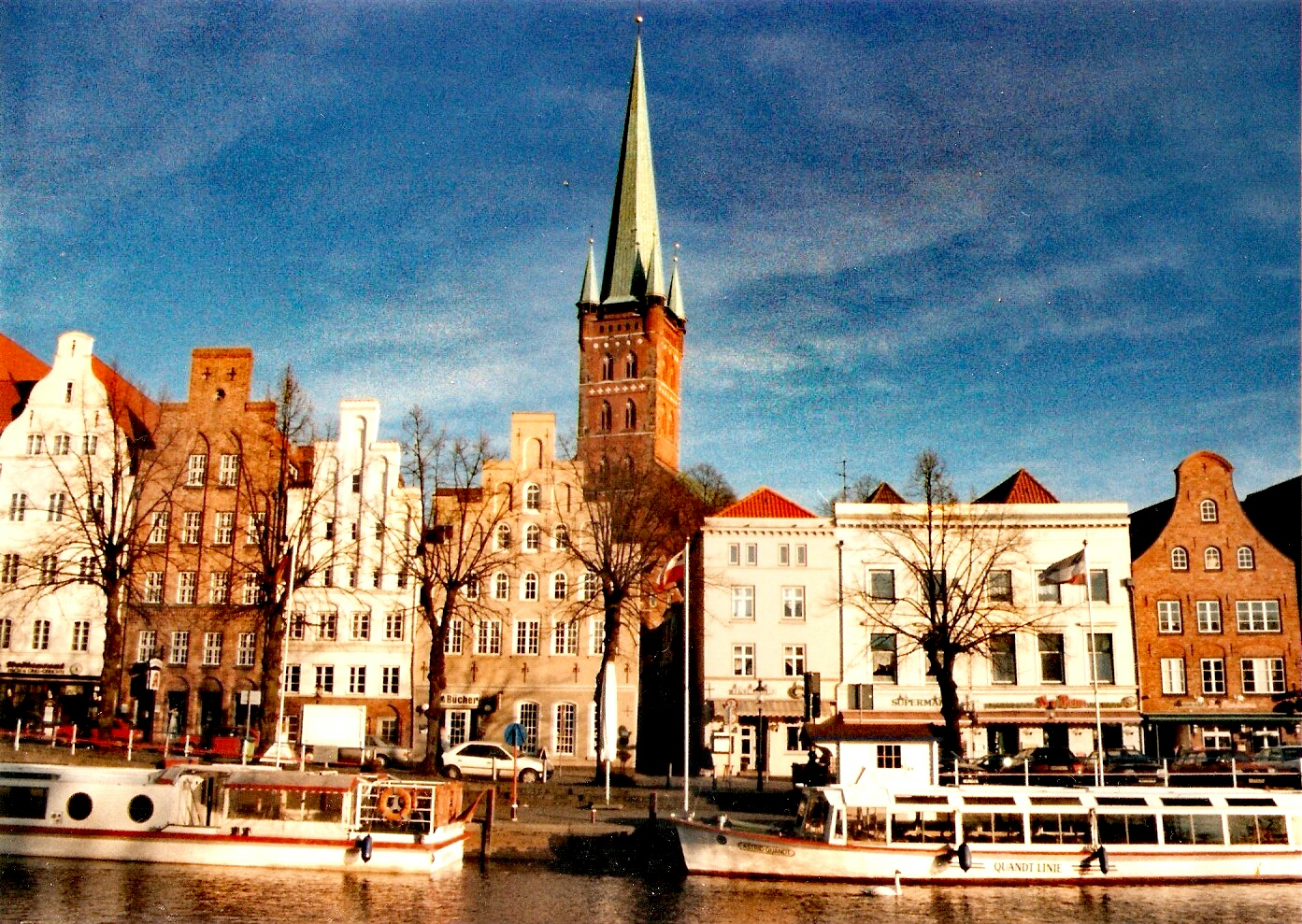
Petri Kirche

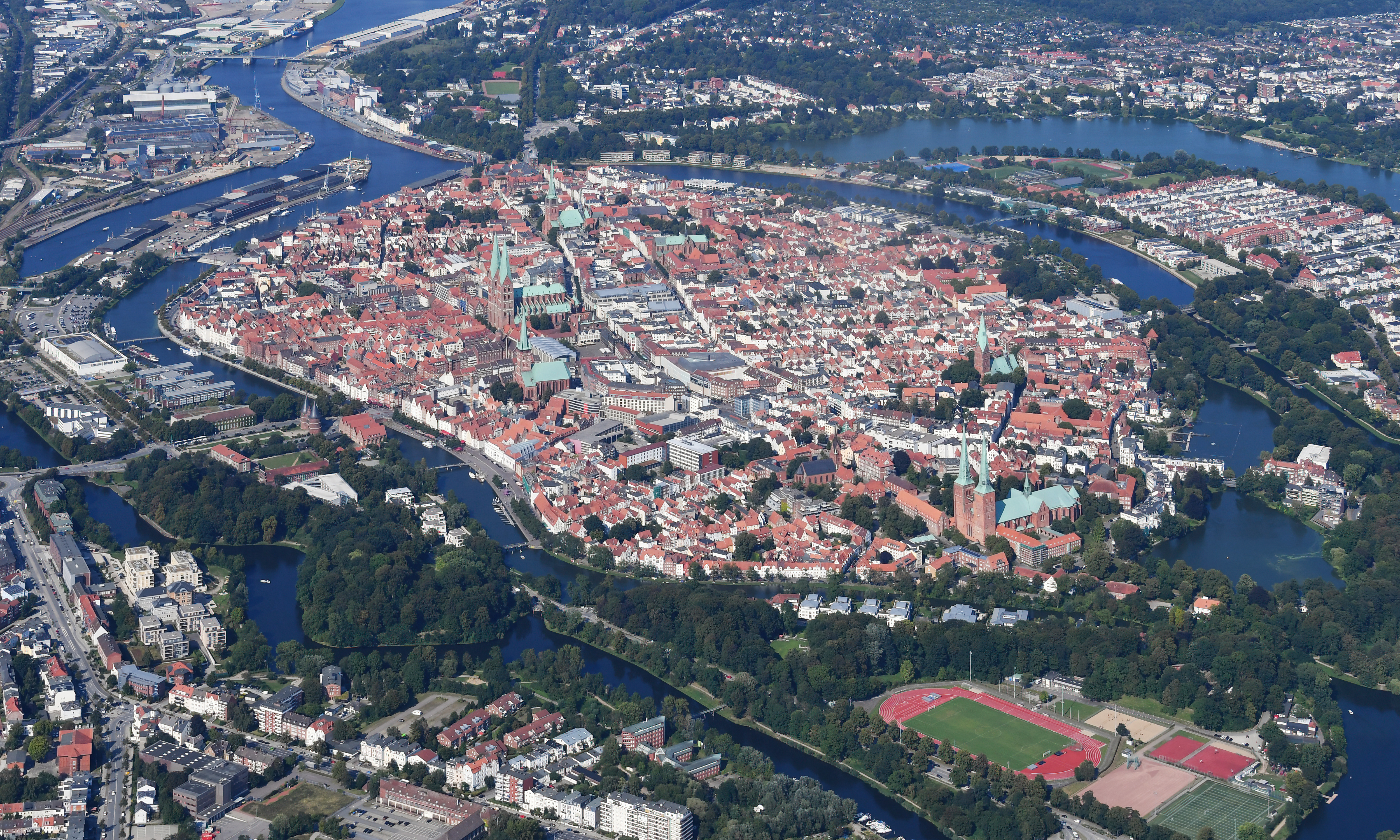
Lübecks innerstad

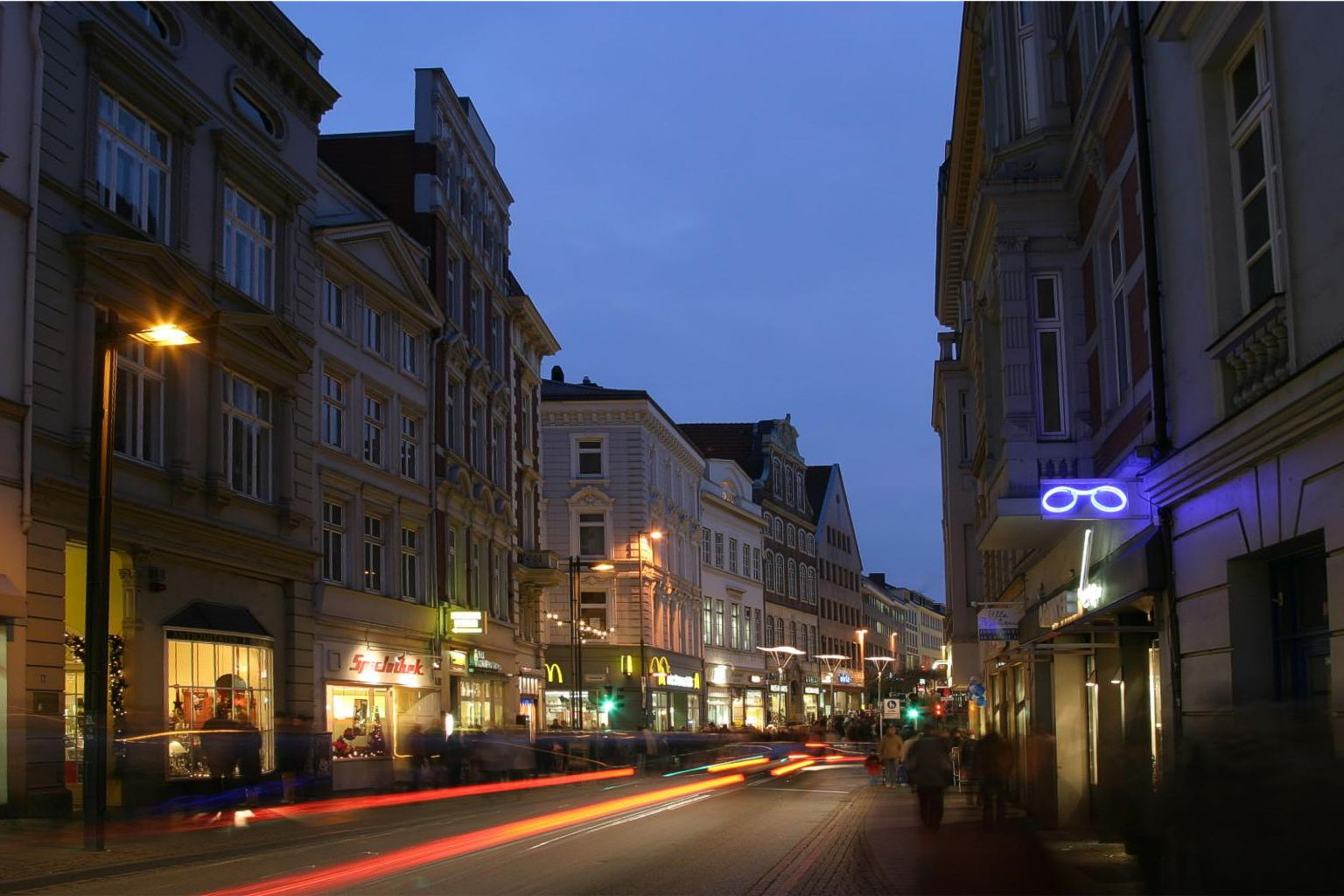
Breite Straße

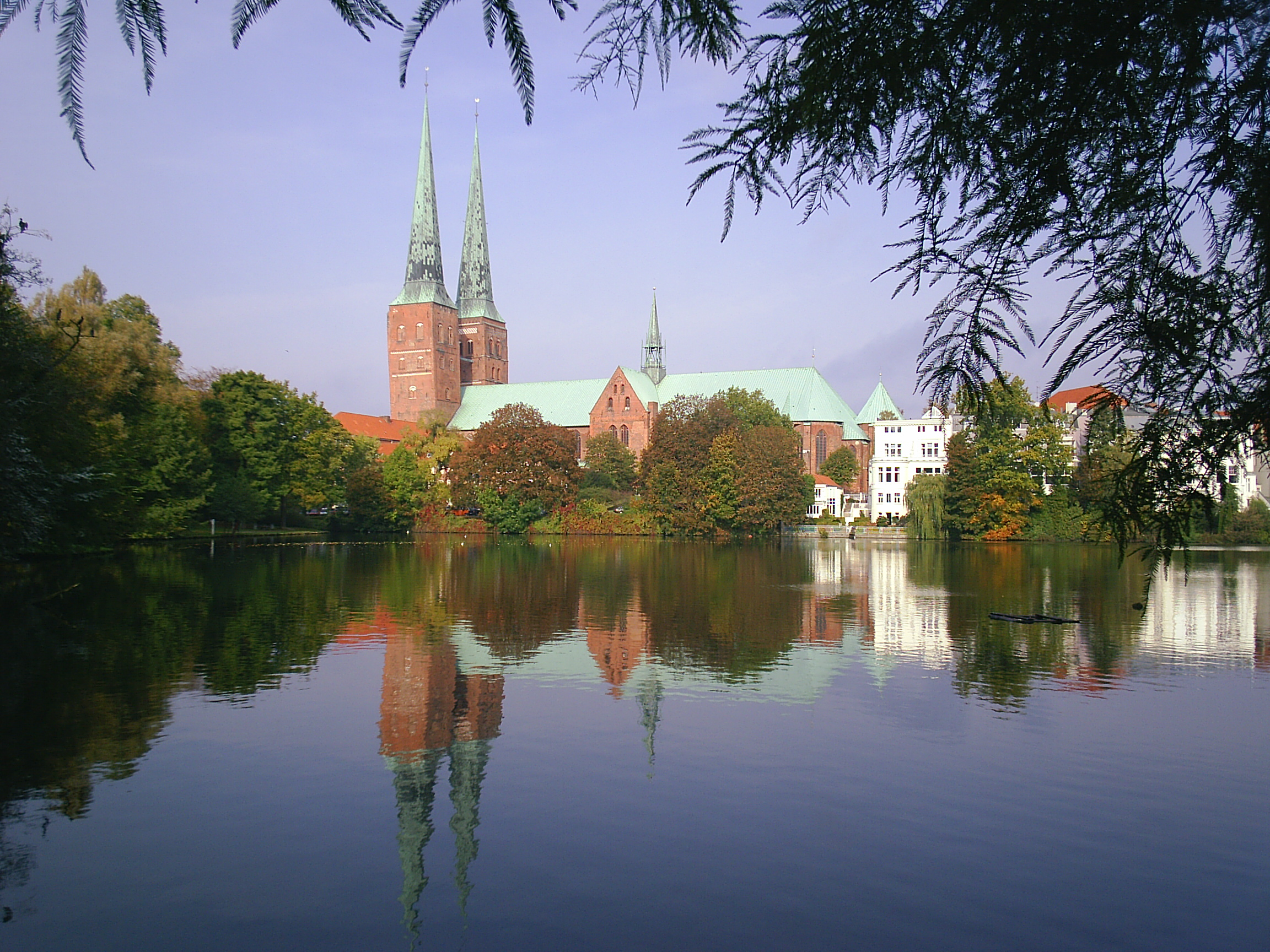
Lübecks domkyrka

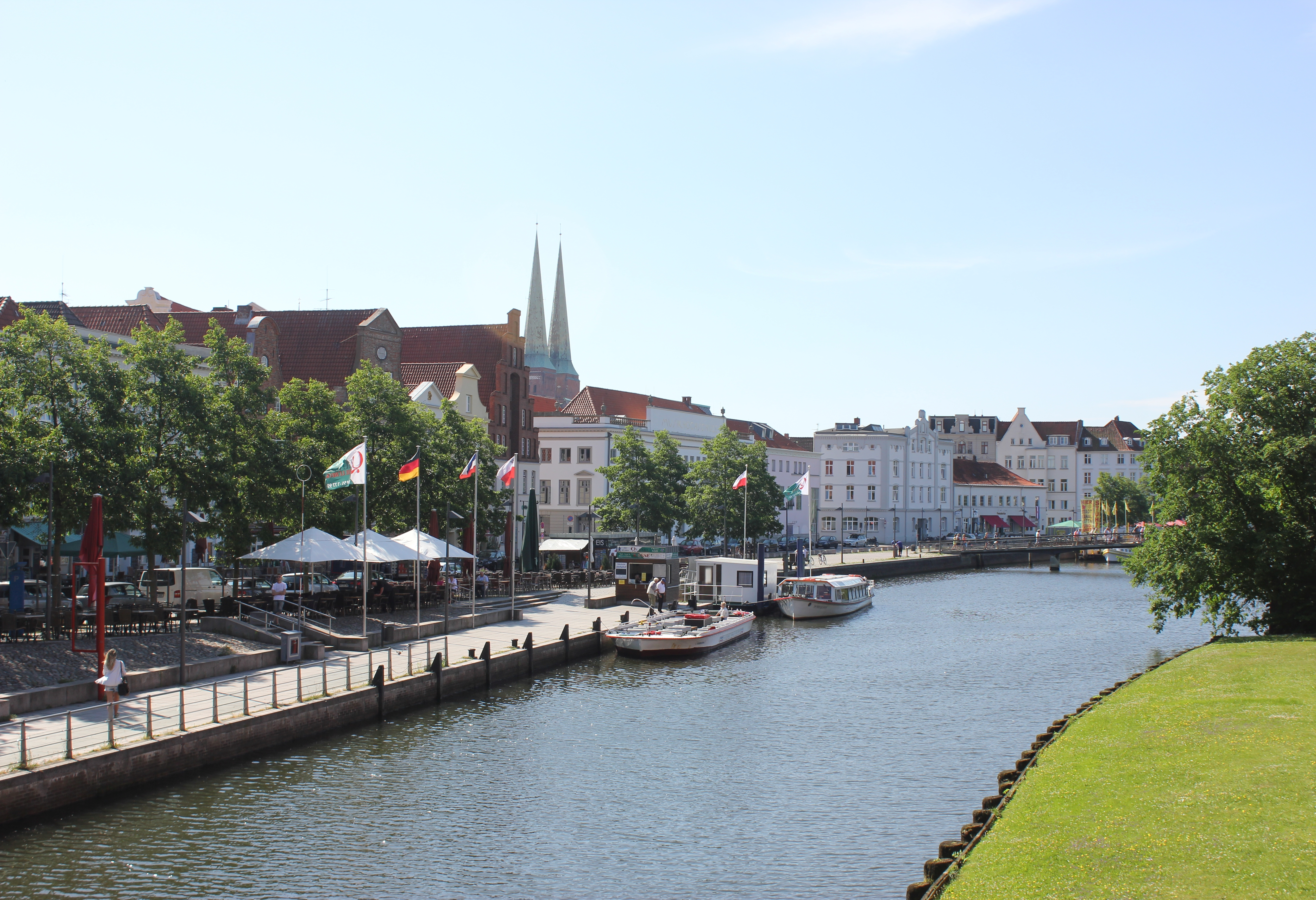
Floden Trave

| År                  | Invånarantal |
| ------------------- | ------------ |
| 1350                | 18 100       |
| 1400                | ca 20 000    |
| 1502                | 25 444       |
| 1600                | 22 570       |
| 1700                | 23 596       |
| 1807                | 24 631       |
| 1851                | 26 098       |
| 1 december 1875*    | 44 799       |
| 1 december 1890*    | 63 590       |
| 2 december 1895*    | 69 874       |
| 1 december 1900*    | 82 098       |
| 1 december 1910*    | 91 541       |
| 8 oktober 1919*     | 113 071      |
| 16 juni 1925*       | 120 759      |
| 16 juni 1933*       | 129 427      |
| 17 maj 1939*        | 154 818      |
| 13 september 1950*  | 238 276      |
| 6 juni 1961*        | 235 200      |
| 27 maj 1970*        | 239 339      |
| 30 juni 1975        | 233 100      |
| 30 juni 1980        | 221 500      |
| 30 juni 1985        | 211 000      |
| 27 maj 1987*        | 210 497      |
| 31 december 2009    | 209 818      |
| 31 december 2016    | 216 712      |
| *Enligt folkräkning |              |

### Stadens grundande
De slaviska obotriterna som tidigare bebodde området hade år 819 på vänstra stranden av floden Trave grundat bosättningen Liubice, numera kallad Alt-Lübeck eller gamla Lübeck. På 1000-talet var detta säte för obodritfursten Henrik. Men orten förstördes 1138 av de slaviska rugierna.
Som en del av Ostsiedlung på 1100-talet intogs trakten av tysktalande bosättare. På sin nuvarande plats anlades Lübeck 1143 av greve Adolf II av Holstein-Schauenburg några kilometer längre upp efter floden Trave, där den möter bifloden Wakenitz.
Nya Lübeck utsattes för nya angrepp och plundrades bland annat av Niklot av obotriterna 1147, men kunde trots det fortsätta växa. Greve Adolf blev 1157 tvungen att lämna staden till sin länsherre Henrik Lejonet, hertig av Sachsen, som på alla sätt befordrade stadens uppkomst. Han sände redan 1159 sändebud till Sverige, Norge, Danmark och Ryssland för att inbjuda dessa länders köpmän att besöka hans stad, det biskopssäte som 948 etablerats i Oldenburg in Holstein flyttade han 1163 söderut till Lübeck (varvid biskopen dock fortsatte att residera i Eutin) och slöt under något av åren 1173-1179 en för Lübeck gynnsam traktat med Sverige. Traktatet blev förnyat, med beviljande av betydliga friheter, av Birger jarl 1250 eller 1251.
Till följd av hertig Henriks (Henrik Lejonets) förklaring i ett aktstycke övergick staden 1181 till kejsaren som riksstad och fick betydande privilegier. Dessa bibehölls av danskarna som intog staden 1201. När de nordalbingiska länderna efter Valdemar Sejrs fall återvunnit sin frihet, ställde Lübeck sig under kejsaren (Fredrik II), som 1226 förklarade Lübeck som fri riksstad under namnet Fria hansestaden Lübeck, ett särskilt privilegium som gavs åt ofta framstående städer inom det Tysk-romerska riket. Det innebar ett självstyre för staden inom stadens territorium under en av staden själv utsedd stadsstyrelse med borgmästare etc. Fri riksstad förblev Lübeck fram till 1937, då staden övergick till att styras direkt från Berlin. Efter andra världskriget inordnades staden i förbundslandet Schleswig-Holstein.

### Hansestaden
Den livliga handeln medförde att staden knöts närmande till andra städer i norra Tyskland och i mitten av 1200-talet bildade de tillsammans Hansan. Lübeck ledde från början av 1300-talet med stor framgång denna bekanta stora förening av handelsstäder. Dess flottor behärskade Östersjön, och dess röst var ofta avgörande i de nordiska rikenas angelägenheter. I mer än två århundraden stod Lübeck på höjden av sin makt. 
De tre skandinaviska rikenas förening under en regent betraktades som en fara för Lübecks östersjövälde. Därför tog staden under en av sina fyra borgmästare, Nicolaus Brömse, en väsentlig del i omgestaltningen av de politiska förhållandena i Norden genom att med penningar och krigsmateriel understödja Gustav Vasa i kampen mot Danmark. Den skuld Sverige drog på sig till Lübeck var på omkring 170 000 lybska mark. 
Inte långt efter Kalmarunionens upplösning började Hansans förfall och därmed Lübecks tillbakagång. Till detta bidrog mycket de svåra inre striderna mellan det katolsk-aristokratiska partiet under den ovannämnda Bröms och Hermann Plönnies och det protestantisk-demokratiska under Jürgen Wullenwever. Det sistnämnda partiets försök att med stöd av borgare och bönder i Danmark återuppsätta Kristian II på Danmarks tron misslyckades, eftersom det fick emot sig inte bara adel och präster i Danmark, utan även Sverige, som dessutom retats upp av dess penningkrav. Sveriges ställning till Lübeck vid denna tid har jämförts med Spaniens sydamerikanska koloniers ställning till moderlandet (på grund av Sveriges export av viktiga metaller). Lübeck fick visserligen i freden (14 februari 1536) sina handelsrättigheter i Danmark bekräftade och fick Bornholm på ytterligare 50 år, men dess envälde i handelsväg inom Sverige knäcktes genom fejden. 
Sista gången Lübeck uppträdde som självständig krigförande stat var i Nordiska sjuårskriget (1563-1570), då det i förbund med Danmark sökte tränga svenskarna från Estland, varifrån dessa hindrade Lübecks fria handel med Ryssland. Efter trettioåriga kriget, under vilket kejsaren slöt fred med Kristian IV den 12 maj 1629 i Lübeck, förlorade staden resten av sin forna politiska och handelsbetydelse. Holländarna tog över den ledande rollen som sjömakt i Östersjön.
En annan bidragande orsak till Lübecks minskade betydelse var den gradvisa igensandningen av Traves mynning i Östersjön.

### Krigens härjningar
Under Napoleonkrigen drogs Lübeck in i stridigheterna. Danskarnas ockupation 1801 blev utan följder. Efter preussarnas nederlag vid slaget vid Jena retirerade Blücher hastigt med omkring 20 000 man in i Lübeck den 5 november 1806. Följande dag stormades staden av franska trupper ledda av Bernadotte, Soult och Murat under en häftig gatustrid varvid staden blev härjad och plundrad under tre dagar. Under Svensk-franska kriget 1805-1810 blev en svensk trupp på omkring 2 000 man under överste C. A. von Morian, som uppehöll sig i närheten av Lübeck, beskjutna under försöket att på fartyg smyga sig utför Trave och tillfångatogs. Lübeck var sedan besatt av fransmännen och införlivades i december 1810 med kejsarriket (och kallat departementet Bouches de l'Elbe). Dess handel tillintetgjordes därunder helt genom kontinentalsystemet. 1813 deltog staden i striden för Tysklands befrielse. 5 december ryckte svenskarna in under Bernadottes ledning. Med freden återfick den sin självständighet och blev medlem av Tyska förbundet. 1866 inträdde staden i Nordtyska förbundet och 1868 i Tyska tullföreningen, samt 1871 i Kejsardömet Tyskland. 
Under andra världskriget var staden åter drabbad. Delar av den äldre staden skadades svårt av flygbomber 1942, men efter andra världskriget framskred återuppbyggnadsarbetet i rask takt och idag finns Lübeck med på Unescos världsarvslista.

## Kända personer med födelseort i Lübeck
- August Hermann Francke (1663-1727), teolog och pedagog.
- Hermann von Fehling (1812-1885), kemist.
- Ernst Curtius (1814-1896), arkeolog och historiker.
- Georg Curtius (1820-1885), språkforskare.
- Heinrich Mann (1871-1950), författare.
- Thomas Mann (1875-1955), författare, nobelpristagare.
- Willy Brandt (1913-1992), politiker, nobelpristagare.

## Galleri

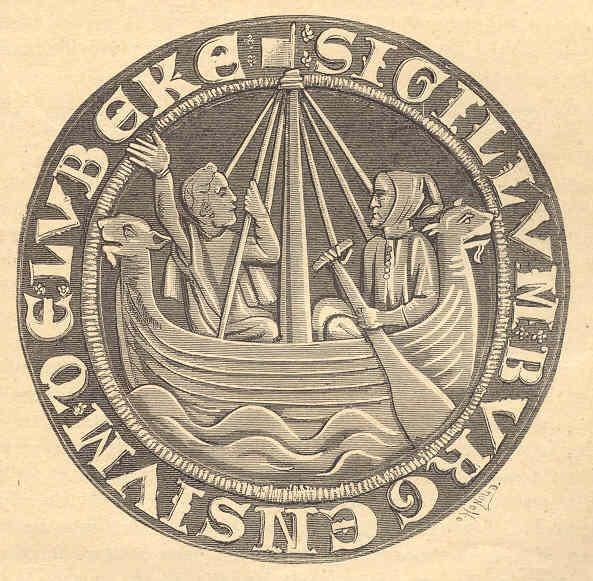
Lübecks sigill av år 1280.
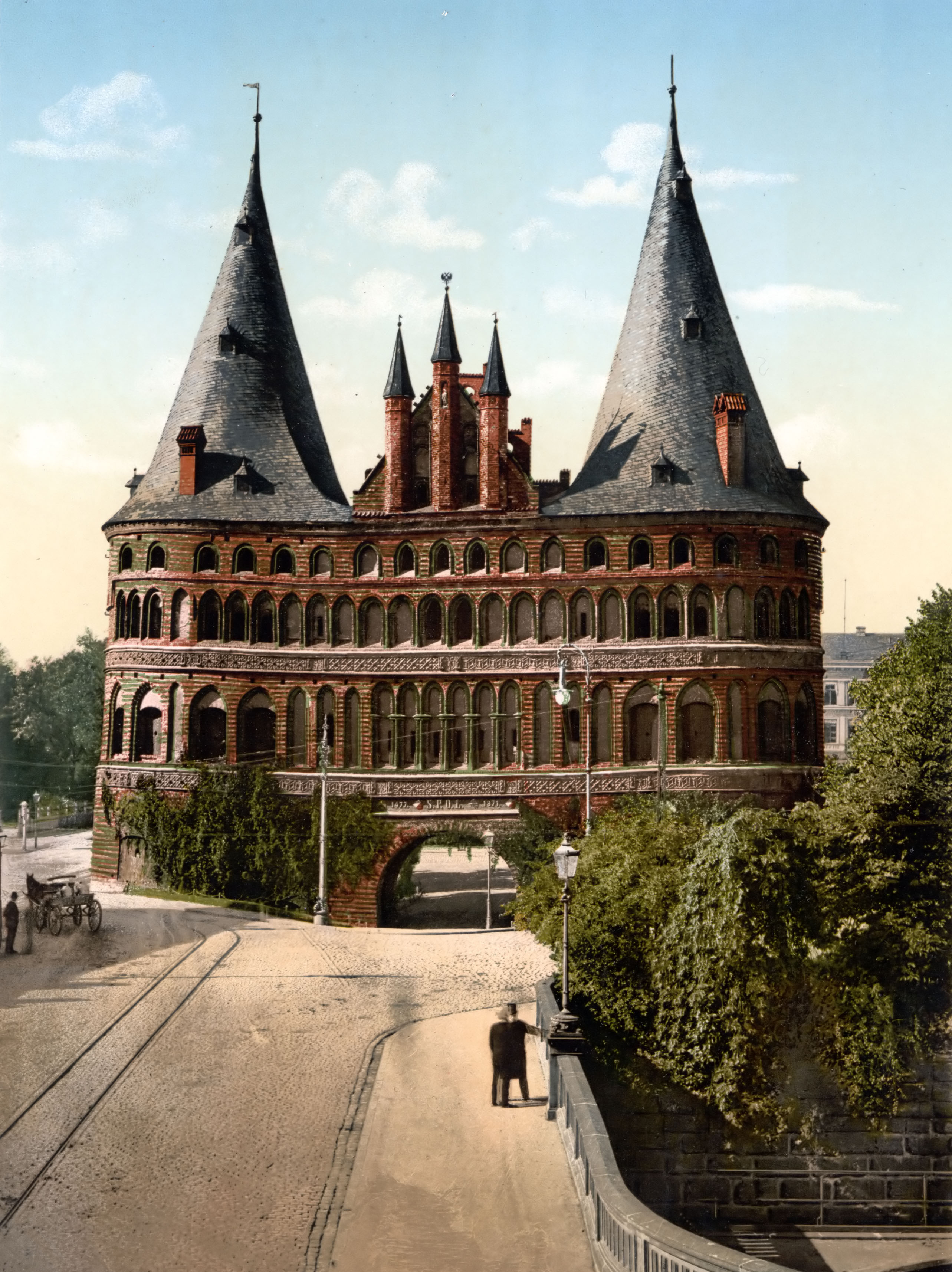
Stadsporten Holstentor uppfördes 1478 och var en av fyra portar som i fordom ledde in till Lübeck.
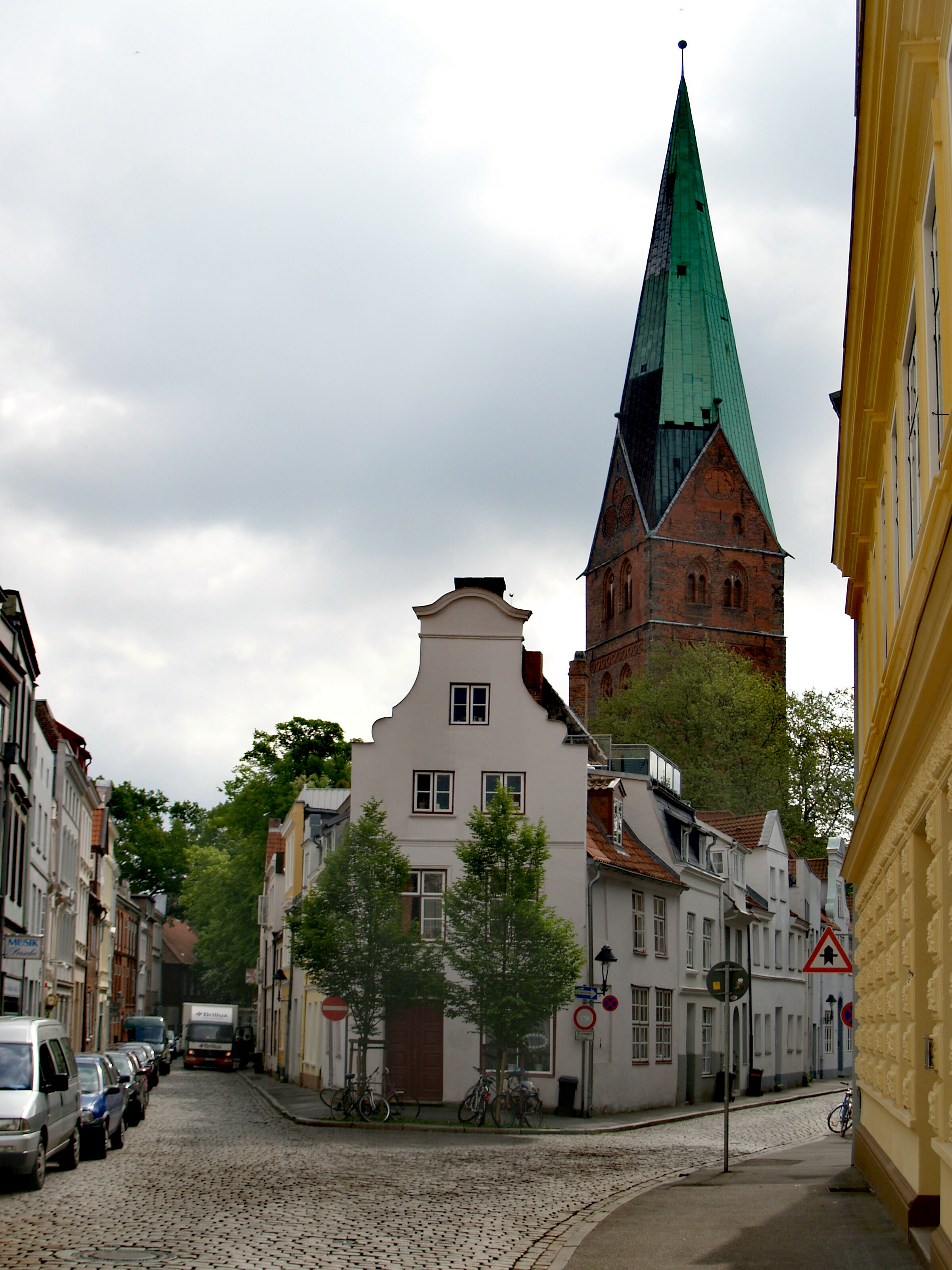
St Aegidien
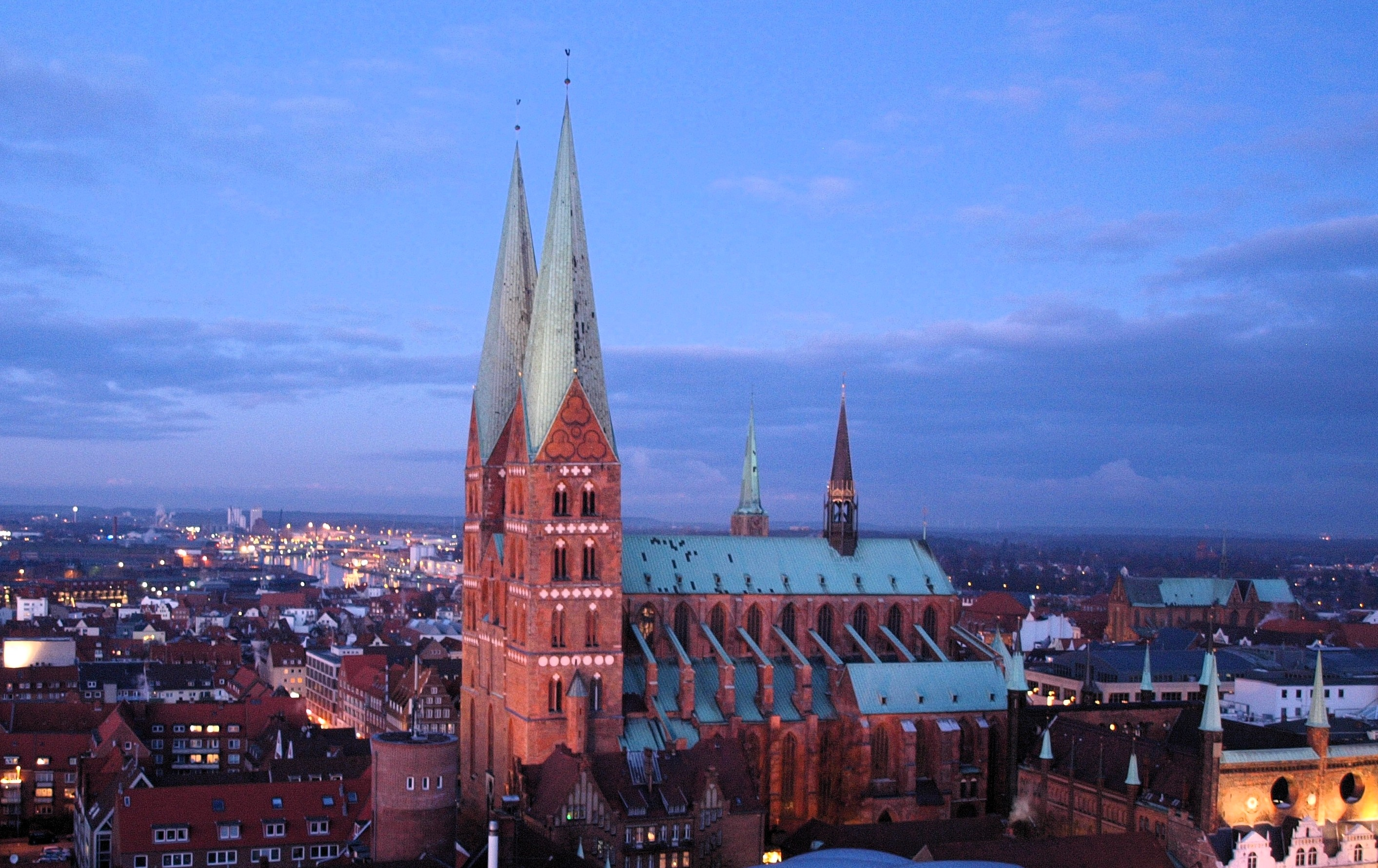
St Marien
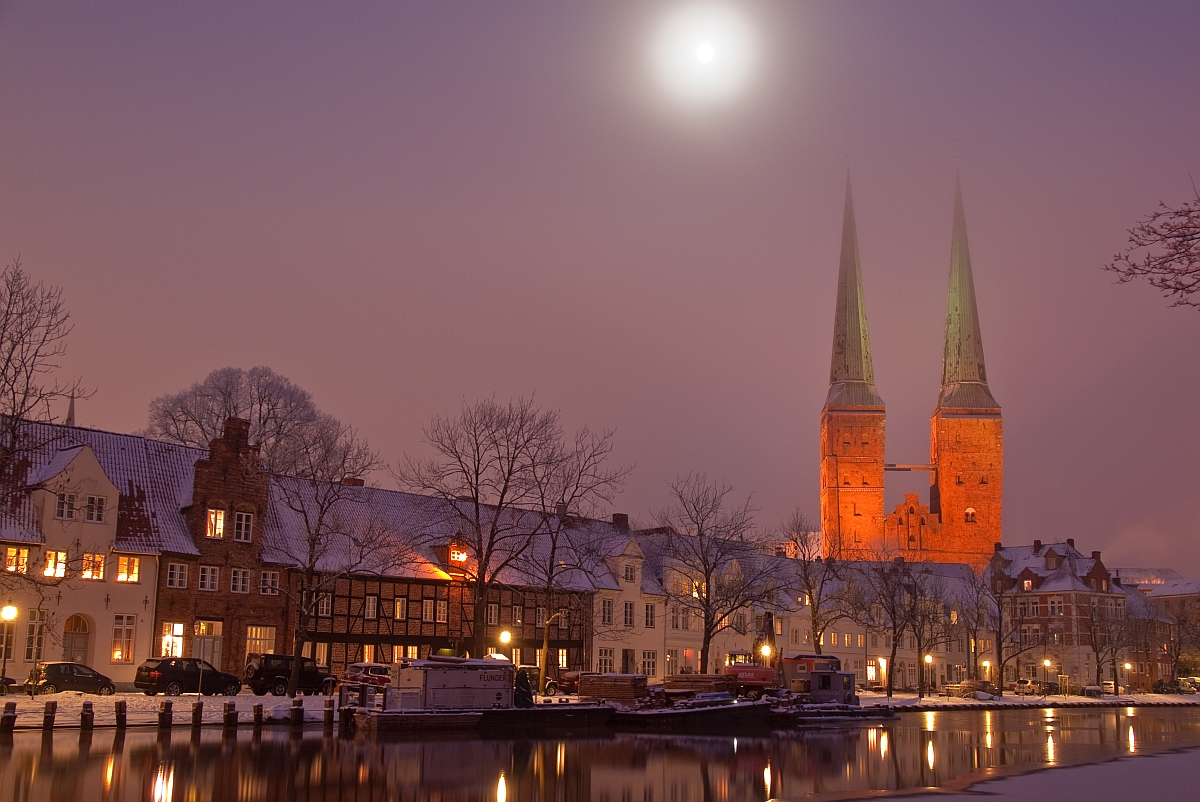
An der Obertrave
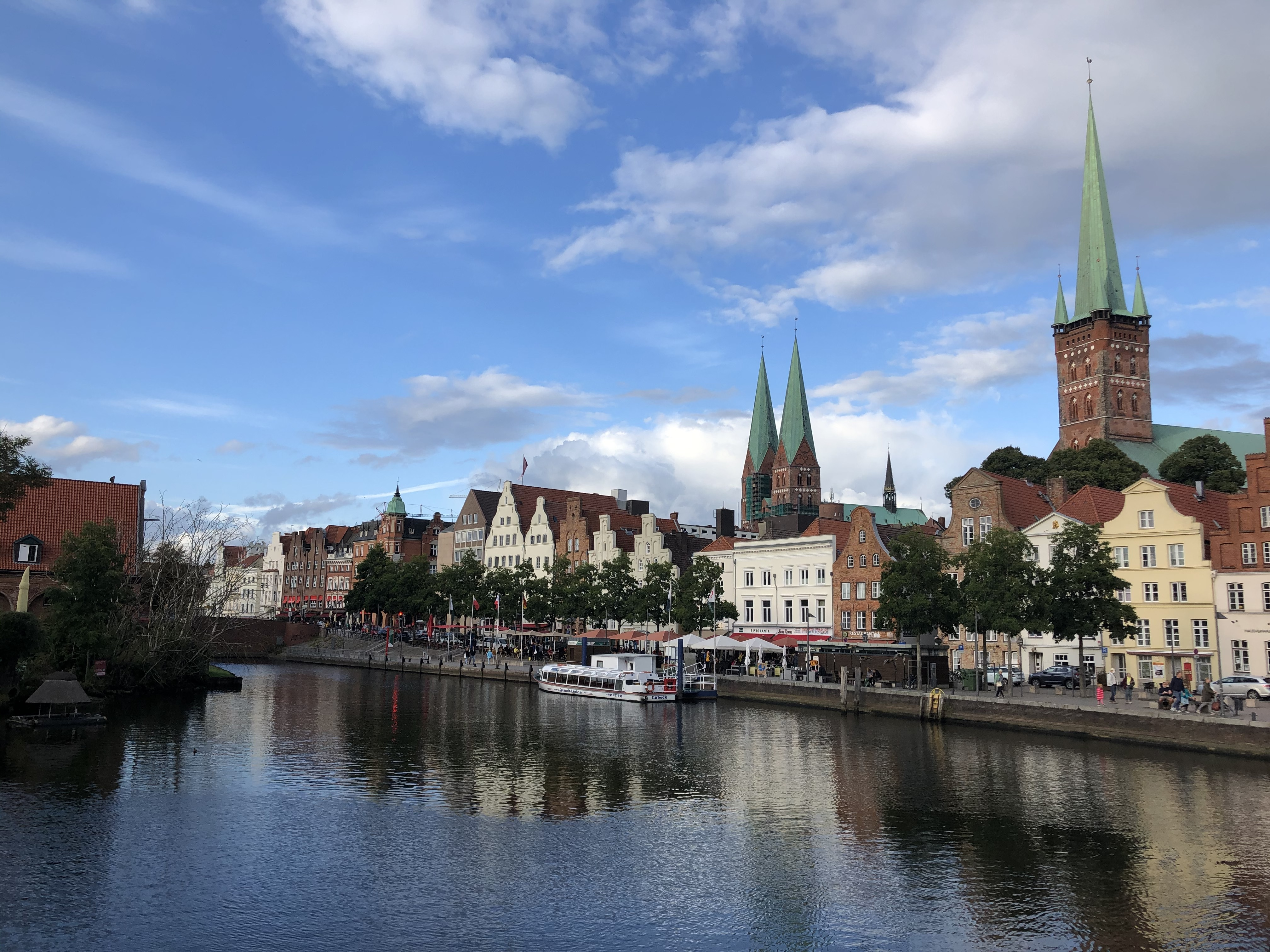
Lybecks domkyrka i mitten, med floden Trave i förgrunden.

## Museer i Lübeck
- Buddenbrookhuset
- Holstentor
- Museihamnen Lübeck
- Europeiska Hansamuseet
- Travemündes gamla fyr
- Segelfartyget Passat